# Ninashanca
De Ninashanca is een berg in Peru. De berg heeft een hoogte van 5.607 meter.
De Ninashanca is onderdeel van de Cordillera Huayhuash, dat weer deel uitmaakt van het Andesgebergte